# سان بول دي مار
بلدية سانت بول دي مار (بالكاتالانية: Sant Pol de Mar) هي إحدى بلديات مقاطعة برشلونة، والتي تقع في منطقة كاتالونيا، شرق إسبانيا.
يبلغ عدد سكانها 4.904 نسمة وفقاً لإحصائية سنة (2007).

## توأمة
لسان بول دي مار اتفاقيات توأمة مع:
- أندورا لا فيلا

## أعلام
- لويس كاريراس